# Мария Кристина (королева Испании)
Мари́я Кристи́на де Бурбо́н (исп. María Cristina de Borbón; 27 апреля 1806[…], Палермо — 22 августа 1878[…], Гавр) — принцесса Обеих Сицилий, королева-консорт и четвёртая супруга короля Испании Фердинанда VII, регентша Испании в 1833—40 годах при своей дочери Изабелле II. Первоначально её титул значился как Её Королевское Высочество, принцесса Мария Кристина Неаполитанская и Сицилийская, но 18 декабря 1816 года, когда её отец изменил название своего королевства, её титул сменился на принцессу Обеих Сицилий.

## Биография
Отец Марии Кристины — Франциск I, король Обеих Сицилий в 1825—1830 годах, мать — Мария Изабелла Испанская. Мария Кристина также являлась прямым потомком австрийской династии Габсбургов, поскольку приходилась внучкой королеве Марии-Каролине Австрийской и внучатой племянницей Марии-Антуанетте.
11 декабря 1829 года в Мадриде Мария Кристина вышла замуж за короля Испании Фердинанда VII, который приходился ей дядей и был старше её на 22 года. Новая королева быстро родила двух детей.
Когда 29 сентября 1833 года Фердинанд умер, Мария Кристина стала регентшей при своей дочери Изабелле. Её дядя инфант дон-Карлос-Мариа-Исидро де-Бурбон оспаривал право Изабеллы на трон, так как считал, что отец Изабеллы и его брат Фердинанд VII незаконно изменил закон о наследовании, позволивший наследникам женского пола занимать королевский трон. Некоторые сторонники дон Карлоса зашли так далеко, что начали утверждать, что Фердинанд фактически завещал корону его брату, а Мария Кристина сознательно скрыла этот факт. Предполагалось даже, что Мария Кристина сама подписалась под декретом её мёртвого мужа, признающем Изабеллу как законную наследницу трона.
Попытка дона Карлоса взять власть в свои руки привела к двум гражданским войнам, известным как карлистские. Несмотря на значительную поддержку дона Карлоса Римско-Католической церковью и консервативно-настроенными силами Испании, Мария Кристина успешно сохранила трон для своей дочери. Карлистские войны из спора за наследство выросли в войну за будущее Испании. Сторонники Марии Кристины и её дочери (так называемые кристиносы) поддержали либеральную конституцию и прогрессивную социальную политику. Напротив, дон Карлос и его сторонники (карлисты) выступали за возвращение абсолютной монархии и традиционных ценностей. В конечном счете, лояльность армии Изабелле II решила исход войны.
28 декабря 1833 года, вскоре после смерти короля Фердинанда VII, Мария Кристина тайно вышла замуж за экс-сержанта королевской гвардии Агустина Фернандо Муньос-и-Санчеса, впоследствии получившего титул герцога Риансареса. Вместе они имели семь детей, всё же пытаясь сохранить брак в тайне. Однако скоро стало широко известно о замужестве Марии Кристины с военным низкого чина. Эти новости сделали Марию Кристину страшно непопулярной в Испании. Её положение подрывали новости о её повторном браке и слухи, что она фактически не была благосклонна к своим либеральным министрам и их политике. 
В 1834 году даровала стране конституцию (Estatuto reale), которая не удовлетворила прогрессистов, требовавших восстановления конституции 1812 года. В частности армия, до сих пор будучи основой поддержки Изабеллы II, а также либерально настроенные кортесы, стали требовать отставки Марии-Кристины с поста регентши. Политический кризис 1836 года, вызванный армейскими выступлениями в Ла Гранхе, летней резиденции испанских королей, заставил её пойти на уступки восставшим и первоначально вновь ввести в действие либеральную конституцию 1812 года, а затем и принять написанную под диктовку прогрессистов ее несколько переработанную версию, конституцию 1837 года.
Проведенный ею в 1840 году закон об управлении городов, которым создавался очень высокий имущественный ценз для права участия в городских выборах, вызвал народное восстание, под давлением которого Мария Кристина назначила министром-президентом  с неограниченными полномочиями генерала Бальдомеро Эспартеро принудил её назначить его министром-президентом, а 18 мая 1841 года он был избран кортесами в регенты Испании.
Новое правительство вынудило экс-регентшу покинуть Испанию. После безуспешной попытки вернуться во власть, Мария Кристина в 1844 году окончательно поселилась во Франции.
Дочь Изабелла II была свергнута с трона 30 сентября 1868 года в результате второй испанской революции и присоединилась к матери в Париже, отказавшись от прав на престол в пользу своего сына, Альфонса XII. Сторонники Альфонса XII дали ясно понять, что ни Изабелла, ни её мать Мария Кристина не могут вернуться к власти. Когда 29 декабря 1874 года Альфонс XII взошёл на трон, Марии Кристине и Изабелле было позволено приезжать в Испанию в качестве гостей, но запретили жить постоянно. Также им было запрещено заниматься политической деятельностью.
Брак с Муньосом и бурный период регентства Марии Кристины вбил клин между ею и её царствующими потомками. Ни Изабелла II, ни Альфонс XII не стремились поддерживать связь с бывшей регентшей. Мария Кристина умерла 22 августа 1878 года в Гавре, во Франции. Как вдова Фердинанда VII и мать Изабеллы II, она была похоронена в королевском склепе монастыря Эскориал. Похороны в королевском склепе — привилегия, данная либо испанским монархам, либо их супругам, которые были родителями будущих монархов. Первые три жены Фердинанда VII были похоронены либо в менее почётных местах монастыря, либо в других церквях.

## Дети

### От первого брака
- Изабелла (10 октября 1830 — 9 апреля 1904), будущая королева Испании Изабелла II
- Луиза Фернанда (30 января 1832 — 2 февраля 1897), инфанта Испанская, супруга Антуана, герцога де Монпансье

### От второго брака
- Мария Ампаро Муньос-и-Бурбон, 1-я графиня Виста-Алегре (17 ноября 1834 — 19 августа 1864)
- Мария де лос Милагрос Муньос-и-Бурбон, 1-я маркиза де Кастильехо (8 ноября 1835 — 9 июля 1903)
- Августин Мария Муньос-и-Бурбон[исп.], 1-й герцог Таранкон, 1-й виконт де Рострольяно и принц Эквадора (15 марта 1837 — 15 июля 1855)
- Фернандо Мария Муньос-и-Бурбон, 1-й виконт де Альборада, 1-й граф де Каса-Муньос, 2-й герцог Риансарес, 2-й герцог Таранкон, 2-й виконт де Рострольяно (27 апреля 1838 — 7 декабря 1910)
- Мария Кристина Муньос-и-Бурбон, 1-я маркиза де Ла-Исабела и 1-я виконтесса де Дехесилья (19 апреля 1840 — 20 декабря 1921)
- Антонио де Падуя Муньос-и-Бурбон (1842—1847)
- Хуан Муньос-и-Бурбон, 1-й граф дель Рикуэрдо, 1-й виконт де Вильяррубио, 2-й герцог Монтморот во Франции (29 августа 1844 — 2 апреля 1863)
- Хосе Мария Муньос-и-Бурбон[исп.], 1-й граф де Грасия и 1-й виконт де ла Арболеда (21 декабря 1846 — 17 декабря 1863)